# Bas-Vully
Pour les articles homonymes, voir Vully.
Bas-Vully est une ancienne commune suisse du canton de Fribourg, située dans le district du Lac. La commune s'appelait officiellement Vully-le-Bas jusqu'en 1977.

## Histoire

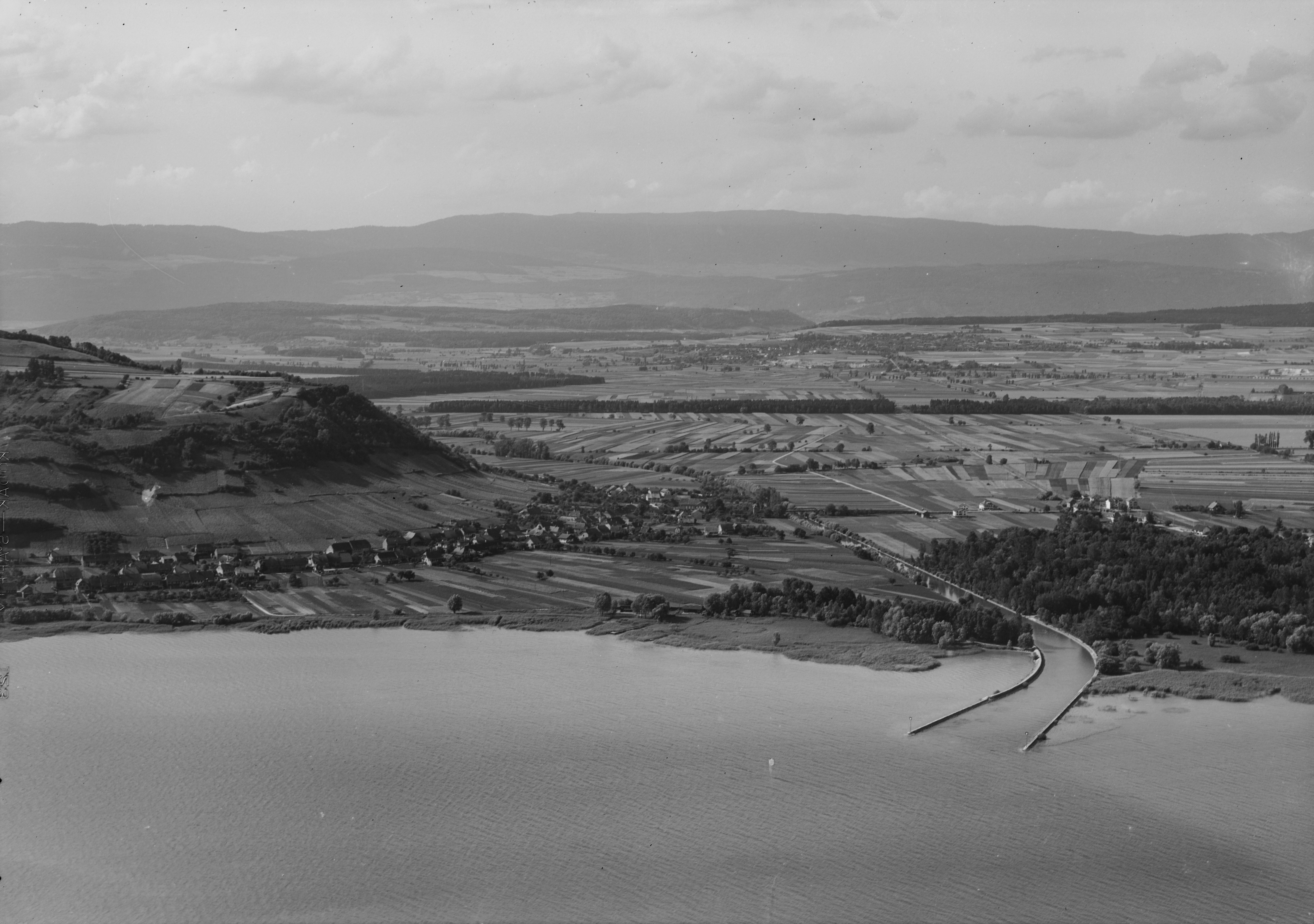
Vue aérienne (1954)

La commune du Bas-Vully s'est constituée le 25 janvier 1850 par la fusion des trois communes de la riviera, soit Sugiez, Nant et Praz-Chaumont. Le village de Chaumont se trouvait sur le versant nord du Mont-Vully et a disparu à la fin du XIXe siècle à la suite d'un incendie ; ses quelques habitants se sont répartis entre Joressens et Sugiez. L'existence de ces trois communes se retrouve dans les armoiries communales actuelles : les peupliers appartiennent à Sugiez, les ceps de vigne à Nant et la faucille à Praz-Chaumont.
Le 1er janvier 2016, la commune a fusionné avec sa voisine de Haut-Vully pour former la nouvelle commune de Mont-Vully.

## Géographie
L'ancienne commune du Bas-Vully se situe à 3,5 km au nord de Morat et est composée des trois villages de Sugiez (433 m), sur le canal de la Broye, Nant (433 m) et Praz (434 m), qui par leur proximité ne forment de nos jours plus qu'une seule localité. Cette localité s'étend sur la rive nord du lac de Morat, au pied du Mont Vully. La commune possède une rive sur le lac de Morat de près de 2 km, de Môtier jusqu'au canal de la Broye. Le territoire de la commune s'étend à l'ouest sur le Vully, jusqu'à atteindre le sommet à 653 m d'altitude, puis redescend sur l'autre versant jusqu'au canal de Broye. La commune s'étend dans le Grand-Marais dans le Seeland.
Selon l'Office fédéral de la statistique, le Bas-Vully mesure 995 ha. 13,8 % de cette superficie correspond à des surfaces d'habitat ou d'infrastructure, 70,2 % à des surfaces agricoles, 12,6 % à des surfaces boisées et 3,5 % à des surfaces improductives.

## Démographie
Selon l'Office fédéral de la statistique, le Bas-Vully compte 2 120 habitants en 2023. Sa densité de population atteint 213 hab./km2.
Le graphique suivant résume l'évolution de la population du Bas-Vully entre 1850 et 2008 :

## Économie
Des 981 ha de la superficie totale de la commune, 50 sont plantés en vigne. La récolte de ce vignoble est vinifiée par sept encaveurs. Le cépage dominant est le chasselas avec 80 % de la surface plantée, le cépage rouge est présent avec 15 % de pinot noir et le solde de 5 % représente plusieurs spécialités. L'agriculture représente une vingtaine d'exploitation dont seulement cinq ont encore du bétail. La grande culture avec céréales, betteraves, pommes de terre, colza et maïs est leur principale occupation, tandis que la culture maraîchère est en régression. Les différents commerces, grands et petits occupent une petite partie de la population et la majorité des résidents de la commune sont des travailleurs pendulaires à Morat, Berne, Neuchâtel ou Fribourg.